# 莱罗什莱韦克
莱罗什莱韦克（法語：Les Roches-l'Évêque，法語發音：[le ʁɔʃ levɛk]）是法国卢瓦-谢尔省的一个市镇，位于该省西北部，属于旺多姆区。

## 地理
莱罗什莱韦克（47°46'36"N, 0°53'29"E）面积2.4 平方千米，位于法国中央-卢瓦尔河谷大区卢瓦-谢尔省，该省份为法国中北部省份，北起厄尔-卢瓦省，东北接卢瓦雷省，东南接谢尔省，南至安德尔省，西南接安德尔-卢瓦尔省，西北接萨尔特省。
与莱罗什莱韦克接壤的市镇（或旧市镇、城区）包括：吕奈、卢瓦河畔蒙图瓦尔、圣里迈。

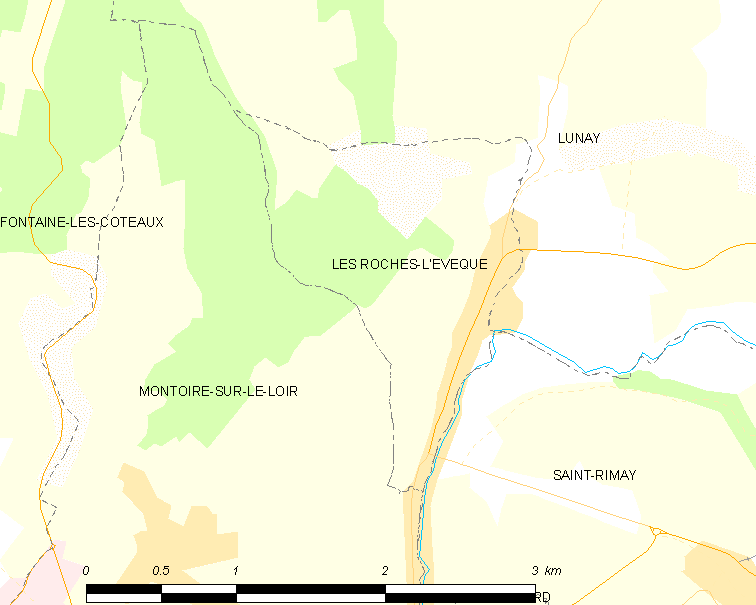
莱罗什莱韦克的OSM定位图

莱罗什莱韦克的时区为UTC+01:00、UTC+02:00（夏令时）。

## 行政
莱罗什莱韦克的邮政编码为41800，INSEE市镇编码为41192。

## 政治
莱罗什莱韦克所属的省级选区为卢瓦河畔蒙图瓦尔县。

## 人口

1962-2008年间莱罗什莱韦克人口变化图示

莱罗什莱韦克于2022年1月1日时的人口数量为289人。